# Belgische Badmintonmeisterschaft 2012
Die Belgische Badmintonmeisterschaft 2012 fand vom 4. bis zum 5. Februar 2012 im Bloso-Centrum Netepark in Herentals statt.

## Medaillengewinner
| Disziplin    | Gold                             | Silber                         | Bronze                                           |
| ------------ | -------------------------------- | ------------------------------ | ------------------------------------------------ |
| Herreneinzel | Yuhan Tan                        | Maxime Moreels                 | Birger Abts                                      |
| Herreneinzel | Yuhan Tan                        | Maxime Moreels                 | Frédéric Gaspard                                 |
| Dameneinzel  | Lianne Tan                       | Nining Kustyaningsih           | Stéphanie van Wel                                |
| Dameneinzel  | Lianne Tan                       | Nining Kustyaningsih           | Flore Vandenhoucke                               |
| Herrendoppel | Jonathan Gillis Maxime Moreels   | Matijs Dierickx Freek Golinski | Nick Marcoen Sam van den Broeck                  |
| Herrendoppel | Jonathan Gillis Maxime Moreels   | Matijs Dierickx Freek Golinski | Elie Balligand Gregory Sombardier-van Vlaenderen |
| Damendoppel  | Nining Kustyaningsih Lianne Tan  | Janne Elst Jelske Snoeck       | Steffi Annys Séverine Corvilain                  |
| Damendoppel  | Nining Kustyaningsih Lianne Tan  | Janne Elst Jelske Snoeck       | Elke Biesbrouck Sabine Devooght                  |
| Mixed        | Frédéric Gaspard Sabine Devooght | Jonathan Gillis Manon Albinus  | Matijs Dierickx Debbie Janssens                  |
| Mixed        | Frédéric Gaspard Sabine Devooght | Jonathan Gillis Manon Albinus  | Lionel Warnotte Séverine Corvilain               |